# Bozânta
Bozânta este o arie protejată (sit de importanță comunitară — SCI) din România, desemnată în scopul protejării biodiversității și menținerii într-o stare de conservare favorabilă a florei spontane și faunei sălbatice, precum și a habitatelor naturale de interes comunitar aflate în arealul zonei de protecție. Aceasta se întinde pe o suprafață de 70,4 ha, integral pe uscat.

## Localizare
Situl Bozânta se întinde pe teritoriul administrativ al comunei Recea și pe cel al orașului Tăuții-Măgherăuș din județul Maramureș. Centrul acestuia este situat la coordonatele 47°38′15″N 23°26′01″E / 47.637469°N 23.433642°E.

## Înființare
Situl Bozânta (ROSCI0302) a fost declarat sit de importanță comunitară în ianuarie 2016 pentru a proteja un număr necunoscut de specii din flora spontană și fauna sălbatică aflate în arealul zonei.

## Biodiversitate
Situată în ecoregiunea continentală, aria protejată conține 2 habitate naturale: Fânețe de joasă altitudine (Alopecurus pratensis, Sanguisorba officinalis), Pajiști aluvionare inundabile, de Cnidion dubii.
La baza desemnării sitului se află un număr nedeclarat de specii protejate.